# Jíška

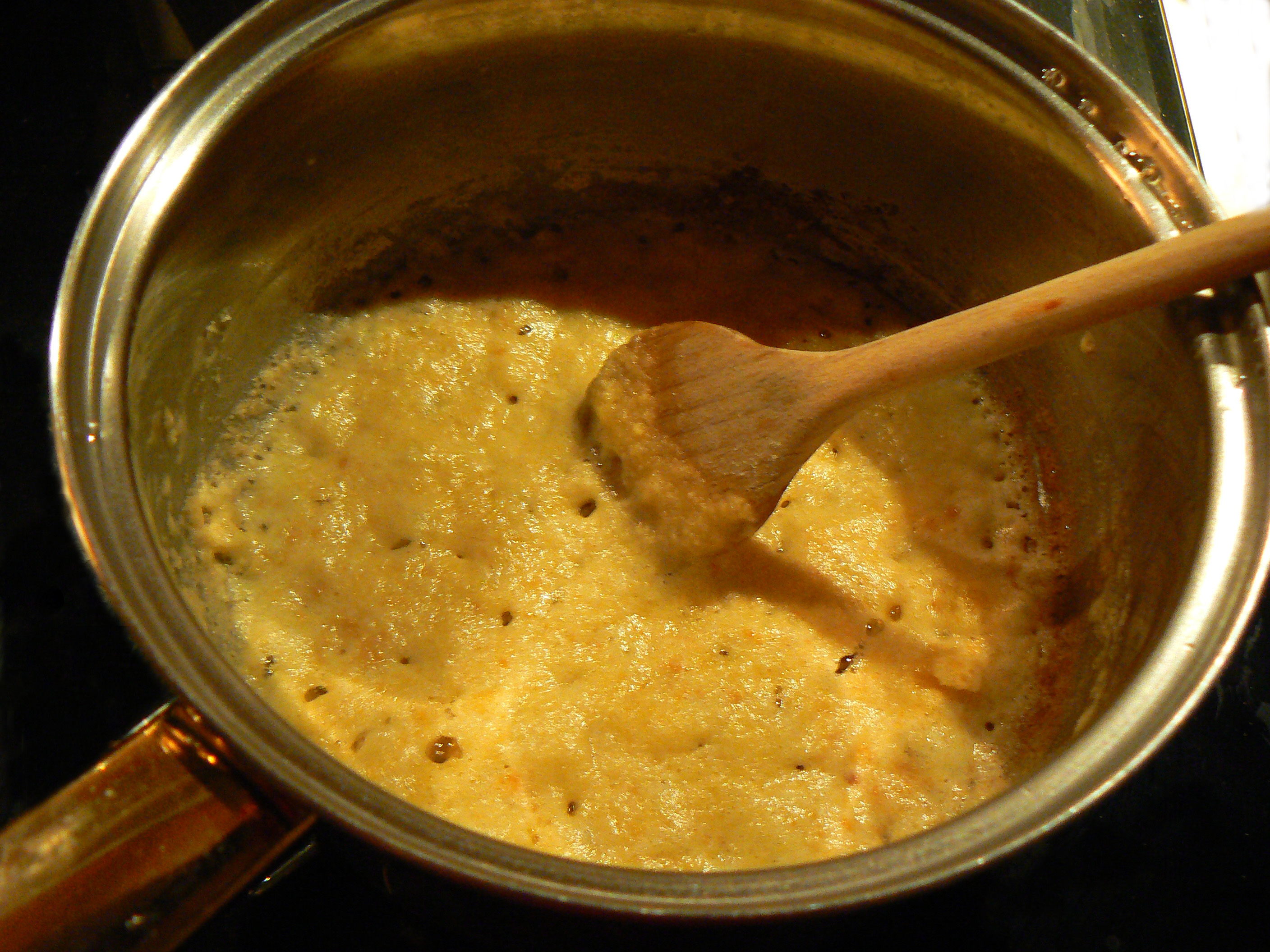
Pražení jíšky

Jíška je zahušťovací prostředek do polévek a omáček vyráběný z tuku a mouky.  Běžně používané tuky jsou máslo, rostlinné tuky, tuk ze slaniny nebo vepřové sádlo. Používá se k zahušťování omáček, polévek a pokrmů z dušeného masa. V některých regionech se pro ni používá také pojem zásmažka či zápražka.

## Příprava
Jíška se zhotovuje z na váhu přibližně stejného množství tuku a mouky. Používá se do ní především mouka pšeničná hladká, která zajistí pokrmu jemnost, ale příprava se při zaváření zkrátí, pokud se jíška vyrobí z mouky kukuřičné.
Základní postup pro zhotovení jíšky je takový, že do rozehřátého či rozpáleného tuku se vmíchá mouka. Pak se praží, dokud nezmizí chuť mouky za syrova a nedocílí se požadované barvy jíšky. Čerstvě zhotovená jíška se zalije vodou, mlékem či jinou tekutinou z receptu a povaří se alespoň 20-30 minut, aby změkly škrobnaté látky v ní obsažené a byly stravitelnější. Tekutina by se měla přidávat po menších částech za stálého míchání, aby nevznikly hrudky, a neměla by být horká či dokonce vařící.
V současnosti narůstá obliba granulovaných jíšek, které se dají koupit v běžném obchodě a doporučovaná doba jejich zaváření je velmi krátká.

## Druhy a použití

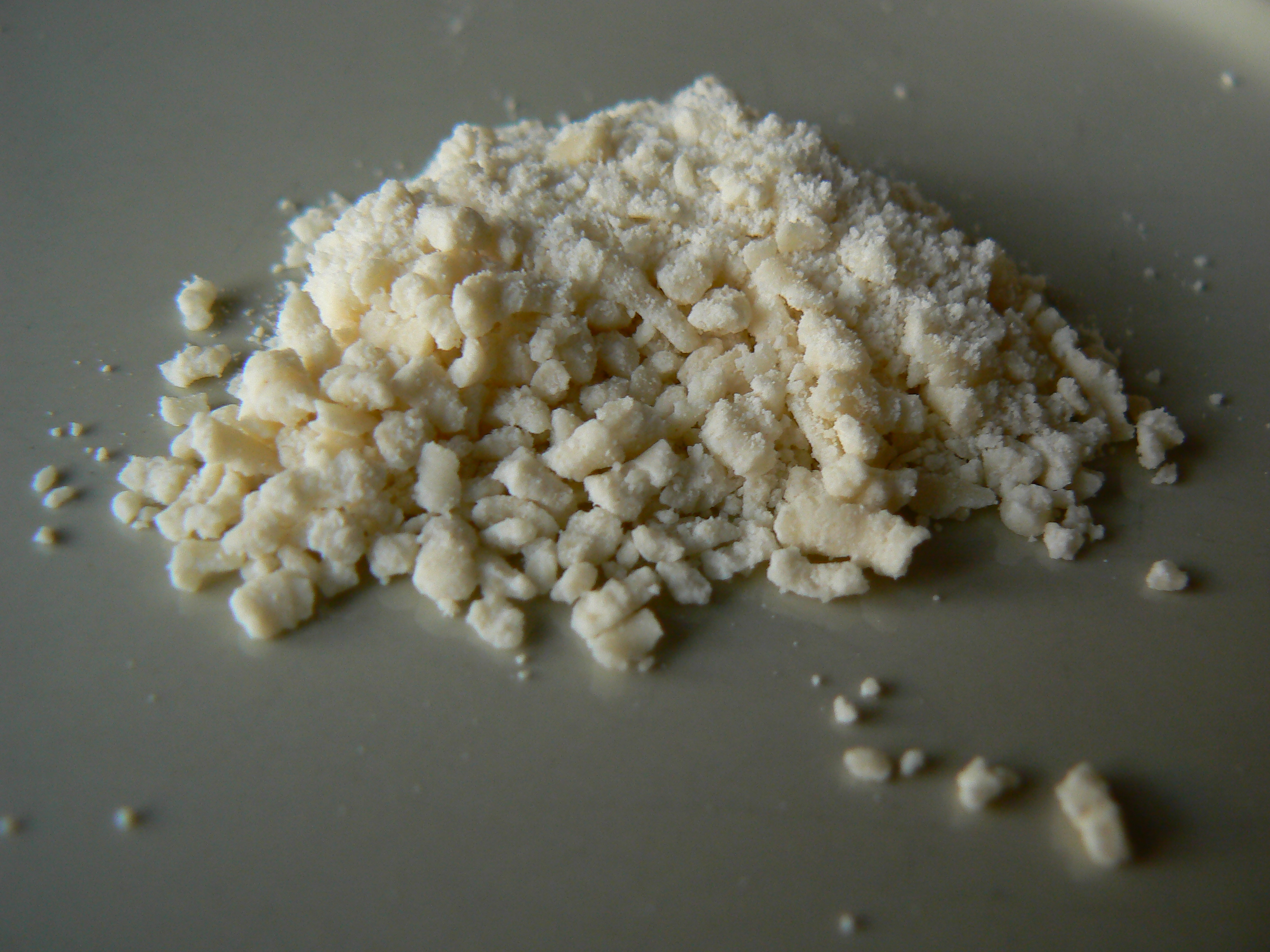
Instantní granulovaná jíška

- Světlá jíška, bílá jíška, bledá jíška – pro její přípravu se používá tuk nejlépe máslového typu (například kombinace másla a rostlinného tuku), který se nechá jen rozpustit (ne rozpálit), vmíchá se mouka a praží se, jen dokud jíška pění; přidává se především do světlých polévek (bramboračka, květáková, houbová apod.). Světlá jíška po přidání mléka vytváří bešamel např. pro zapékané pokrmy.

- Tmavá jíška – pro její přípravu lze použít másla i v kombinaci s olejem, sádlem nebo lojem, které se rozpálí, mouka se na něm praží delší dobu a jíška tak získá ostřejší chuť; nechá-li se však příliš ztmavnout, zhořkne. Přidává se především do tmavých polévek (gulášová, hrachová) a omáček.

- Vaječná jíška – do tuku opraženého s moukou se vmíchá vajíčko; používá se do zeleninových polévek, které většinou mají vaječnou jíšku přímo v názvu.

- Cibulová jíška – cibule se zpění na tuku a pak se přidá k zapražení mouka; přidává se do luštěninových pokrmů, zeleninových polévek, perkeltů, omáček, špenátu a zelí.

- Dietní jíška, suchá jíška – mouka se opraží nasucho, bez tuku, případně se malé množství tuku přidá až nakonec, protože je tak snadněji stravitelná.

- Cukrová jíška je starší název pro drobenku používanou na moučnících.
- Lojová jíška – jako tuk do jíšky se použije vyškvařený lůj. Vznikne tmavá jíška, která dá pokrmům (polévkám, omáčkám apod.) nezapomenutelnou vynikající chuť.

Nejčastěji používaným tukem ve francouzské kuchyni je máslo, Jíška se používá ve třech z pěti „mateřských“ omáček klasické francouzské kuchyně: v bešamelové omáčce, ve velouté omáčce a v espagnole omáčce. 
V kuchyni Cajunů se jíška vyrábí z tuku z rozpuštěné slaniny nebo z oleje a smaží se do středně nebo tmavě hnědé barvy, což zvýrazňuje její chuť. 
Středoevropská kuchyně často používá k přípravě jíšky rozpuštěné sádlo nebo rostlinný tuk. Slovensky se jí říká zápražka, zasmażka v polštině, zaprška (запршка) v bosenštině, chorvatštině, srbštině a makedonštině, zapr'žka (запръжка) v bulharštině, rántás v maďarštině a Mehlschwitze v němčině . 
Japonské kari (karē) se vaří z kari jíšky. Ta vznikne osmažením žlutého kari koření a mouky na másle nebo na oleji. Japonské slovo pro kari jíšku - karērū - v sobě obsahuje francouzský výraz pro jíšku - roux (vyslovováno [ru]). 
V osmanské a turecké kuchyni se jíška (meyane) používá již od 15. století.

## Galerie

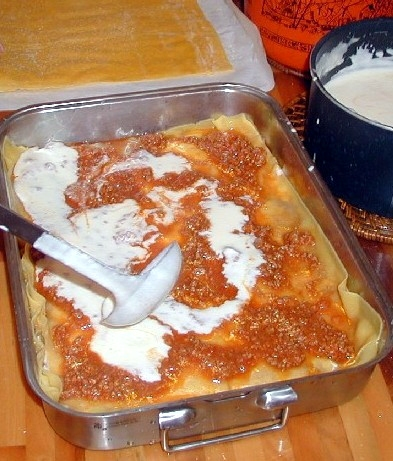
Z jíšky se přidáním mléka připravuje bešamelová omáčka
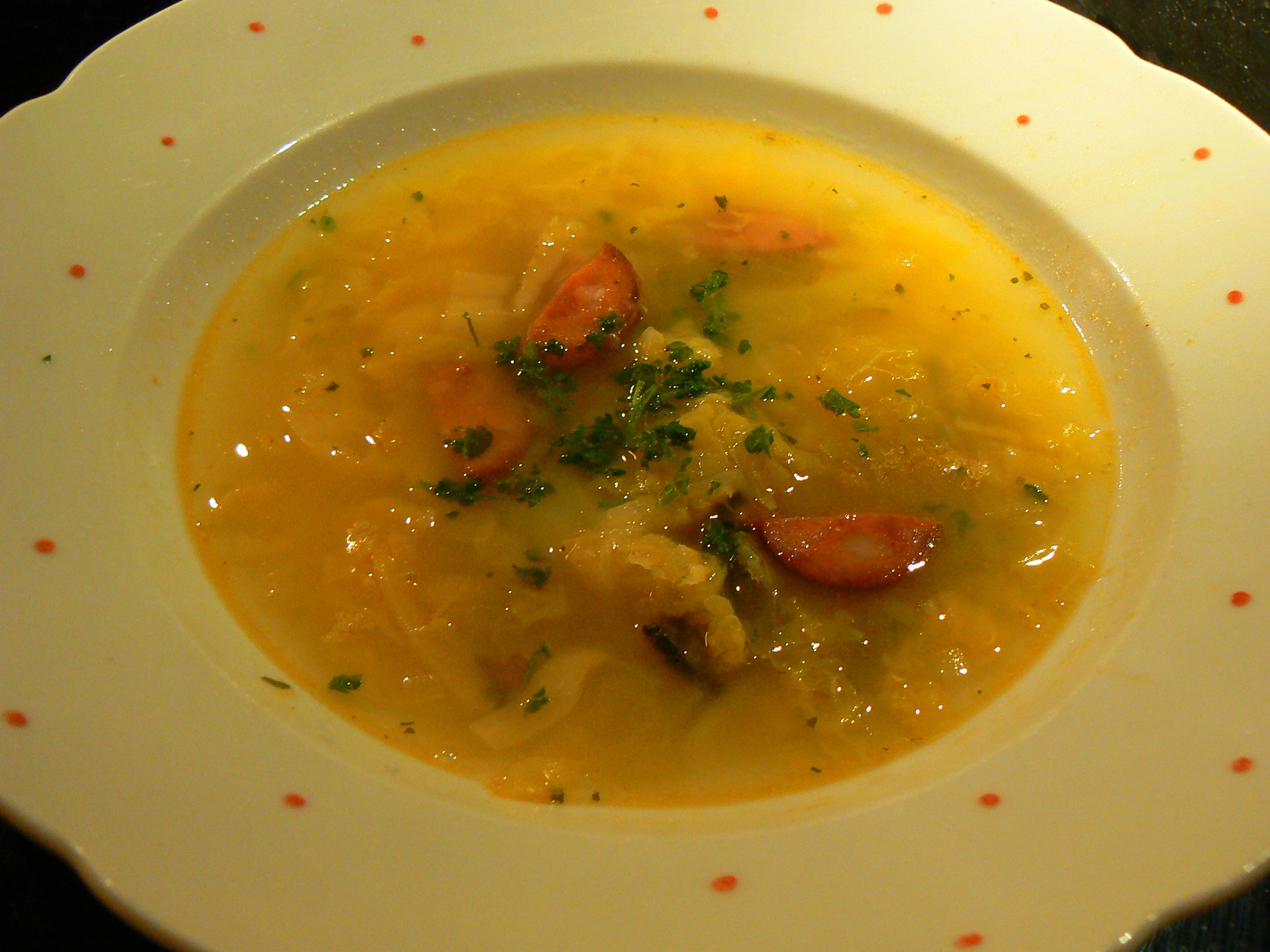
Do kapustové polévky se přidává světlá jíška